# Telesphore George Mpundu
Telesphore George Mpundu (ur. 21 maja 1947 w Kopeka) – zambijski duchowny katolicki, arcybiskup Lusaki w latach 2006-2018.

## Życiorys
Święcenia kapłańskie przyjął 17 grudnia 1972.

## Episkopat
7 marca 1987 został mianowany biskupem ordynariuszem diecezji Mbala. Sakry biskupiej udzielił mu 21 czerwca 1987 arcybiskup Adolf Fürstenberg. W latach 1993–1999 i ponownie w latach 2002-2008 pełnił funkcję przewodniczącego Konferencji Biskupów Zambii. 1 października 2004 Jan Paweł II mianował go arcybiskupem koadiutorem Archidiecezji Lusaka. Pełnię rządów w diecezji objął 28 października 2006 po przejściu na emeryturę abp Medardo Josepha Mazombwe - późniejszego kardynała. 30 stycznia 2018 papież Franciszek przyjął jego rezygnację z pełnionego urzędu.